# 周口专区
周口专区, 中华人民共和国河南省已撤消的行政区。
1965年析商丘(太康、淮阳、鹿邑、郸城、沈丘、项城6县)、许昌(扶沟、西华、商水3县)二专区部分县置周口专区。
周口专区辖淮阳、鹿邑、郸城、项城、沈丘、商水、西华、扶沟、太康9县和周口镇，共141个公社，3696个生产大队。
1969年12月31日改为周口地区，归属、治所及统辖未变。

## 周口地区
1980年10月增辖黄泛区、五二两农场。1980年10月周口镇改为周口市。1983年体制改革，1984年公社全部改为乡（镇），全区辖9县1市182个乡镇（其中有镇11个）。至1990年，全区共有115个乡、67个镇、5个镇级办事处。
2000年6月8日，依国务院（国发〔2000〕61号）文件，撤销周口地区和县级周口市，设立地级周口市，原县级周口市改为川汇区。